# サイレン 〜FORBIDDEN SIREN〜
『サイレン 〜FORBIDDEN SIREN〜』（サイレン フォビドゥン・サイレン）は、2006年2月11日東宝洋画系で公開された日本のホラー映画である。
ベースは、PlayStation 2で発売されたホラーステルスゲームの『SIREN2』。
監督は堤幸彦で、市川由衣、田中直樹、阿部寛、森本レオ等が出演している。

## 概要
『SIREN2』をベースにしているが、登場人物は全て異なっており、その前作『SIREN』の要素も含まれているなど、各設定には多くの変更が加えられている。
また、原作では「蜘蛛屍人」「犬屍人」などバリエーションがあった屍人が、本作では「半屍人（人間の原型を留めたままの屍人）」しか登場しない。その点では物語の核心と密接に関わっている。

## あらすじ
1590年アメリカ。ロアノーク島で島民全員が突然失踪。島には乱闘の跡も無く、唯一手掛かりとなったのはある家の柱に残された「Croatan」という文字だった。
1872年大西洋。以前に海上で突如失踪したマリー・セレスト号が発見されるが、乗組員の姿はなく船室に残された航海日誌には「12月4日 我が妻マリーが」と唐突に終わっていた。
そして1976年、日本の夜美島。嵐の夜に全島民が消失し、保護された男・土田圭は狂ったように「サイレンがなったら外に出てはならない」と繰り返し叫んでいた。
29年後、天本由貴はフリーライターの父・真一と弟・英夫と共に、体の弱い英夫の転地療養のため、夜美島に引っ越してきた。そこで由貴達を待っていたのは、異様な島の空気だった。島に根付いた奇妙な文化と伝承。島の中心部に聳え立つ謎の鉄塔。しかも由貴達はよそ者ということで島民達から冷たい視線を浴びせられる。しかし隣人の里美や島の医師・南田豊の助けもあって、徐々に島の生活に慣れていった。だが、島には不穏な空気が漂っていた。「夜は出歩かない」「近所付き合いは大切にする」「森の鉄塔には近付かない」、そして「サイレンが鳴ったら外に出てはいけない」。
ある日弟の行方がわからなくなり、島を探しまわる由貴。探しに入った廃墟で「サイレン」についての千切れた手帳を拾い、東に襲われ逃げる。逃げた先で赤い衣を羽織った女と遊ぶ弟の姿を見つけ、弟を家に連れ戻す。その夜、島の写真を撮りに父が家を出ると突如サイレンが鳴り響く。父は朝になっても戻らない。由貴は南田と共に森へ探しに行くが、その道中で突然南田の姿が消える。一人歩き続けていると内部に儀式的な道具の飾られた建物があり、その地下で父の死体を見つける。南田、島の巡査を連れて建物に戻ると父の死体は消え、家に戻ると怪我をし、様子のおかしくなった父がいた。翌朝、今度は飼っていた犬がいなくなり、由貴は再び森へ入る。そこで何者かに襲われるシーンの映った父のビデオカメラを見つけ、拾って家に戻るが父は不在。父の取材資料にはロアノーク島やマリー・セレスト号、そしてサイレンと赤い衣を纏った人魚セイレーンの資料があった。
再びサイレンが鳴り、赤い衣の女の目の前で倒れた弟を抱えて近くの木小屋に走りこむ由貴。するとそこには東がおり、サイレンについて語る。気が付くと小屋はゾンビのようになった人間たちに囲まれており、侵入されそうになる。由貴はなんとか弟と共に家に逃げ帰る。家の壁に異変を感じてた由貴は壁を剥がす。するとそこには隠し部屋があり、何十年も前の島民たちの写真が貼られていた。島民たちは今と全く変わらない姿で写っていた。みたびサイレンが鳴り、突然現れた父に襲われる。由貴は弟と共に逃げるが、外で島民たちにも襲われる。元凶のサイレンを止めるため、迫り来る島民を蹴落とし島の鉄塔を登る由貴。空は赤く染まり、鉄塔の下は島民の群れ。最後の望みを託して鉄塔の上のスピーカーを破壊するが、サイレンは止まらなかった。正気のままの南田は「サイレンは君にしか聞こえていない」と言う。由貴の頭に今までの出来事がフラッシュバックする。実は弟は、半年前に発作で他界しており、夜美島へ転地療養に来た理由は、弟を亡くしたショックでパーソナリティ障害を患った由貴の療養の為で、島民達が冷たい視線を投げているように見えたのも、由貴が一人で会話していた為であった。父や島民達が死んだ人間のように見えたのも、全て自分の妄想や幻覚だったのだと悟り、由貴は鉄塔から身を投げる。
シーンは診療所に移り、奇跡的に助かった由貴は穏やかに眠っていた。父と南田の会話から、29年前の島民消失事件は、サイレンの幻聴によって発狂した土田による犯行だったこと、以来、「サイレンが鳴ったら、外へ出てはならない」と言い伝えられていた言葉は、「サイレンの幻聴が聞こえる人を外に出してはいけない」という意味だったことが明かされる。南田は由貴の持っていた千切れた手帳を、自分の持っていた片割れと繋ぎ合わせる。頭の中に4度目のサイレンが鳴り響き、由貴は目を覚ます。手帳に書かれていたのは「四度目のサイレンで皆殺し」。机に向かう南田の背にナイフが突き刺さる。

## 島の唄
島民達が歌っている謎の歌の歌詞。この島の秘密が含まれている。
敬い奉る　尊き鏡の中にこそ真の理現れん。
鏡を覗きたる　狗は神へと転じたり　生者は悪へと転じたり。
変わらぬ者こそは　果て無き命を授かりし　この世の理越ゆる者。

## 島に伝わる昔話
元々島は、不治の病などを患った人達が捨てられる場所であった。ある時そこに訪れた人魚は彼らを哀れみ、自らの血で彼らの病を治し、完治した人々は人魚に感謝し、神様のように崇めた。
しかし時が経つにつれ人々に「欲」が生まれ、「不老不死」の力を求めるようになり、今まで救ってもらった人魚を捕らえ、その肉を喰らった。人魚は人間に絶望・憤怒し、自らの血肉を以って島全体に【呪い】をかけ、島民は全滅した。
人間を憎しみ貫いた人魚は今も島のどこかで生き続け、呪いは今も続いているという。
赤い服の女性は人魚ではないかとも言われている。

## キャスト
登場人物の名前は全て鏡文字となっている。
天本 由貴（市川由衣）
弟思いの主人公の少女。弟（英夫）の病気の療養のため夜美島に弟・父（真一）とともに引っ越してくる。島の伝説、および父親の異変に危機感を持ち、弟を守ろうと奔走する。
天本 真一（森本レオ）
由貴の父で、雑誌「アトランティス」のライター。一度行方不明になったのち、様子が変化。シャベルを手に、由貴を殺害しようと襲うが、殺虫剤を吹きかけられ、その場で倒れてしまう。
南田 豊（田中直樹）
島の診療所の担当医師。島の住民で唯一正気を保っているようである。
土田 圭（阿部寛）
29年前の島民全消失事件唯一の生存者。発見時には発狂しており、後に自殺。
里美（西田尚美）
由貴の隣人の女性。島の生活でのアドバイスを由貴に助言するが、その中には「サイレンが鳴ったら外に出るな」という不可解な言い伝えも含んでいた。3度目のサイレンで変化。
東（松尾スズキ）
島を徘徊する謎の男。由貴に付きまとい、「サイレンが鳴ったら外に出てはならない」「逃げろ」などと、色々と忠告する。しかし、3度目のサイレンで変化した島民たちに襲われた結果、屍人化し、由貴を襲うことになる。
山中巡査（嶋田久作）
島の駐在警官。3度目のサイレンで変化。その後、由貴を射殺すべく銃撃するも失敗、倒れたまま銃を発砲し続ける。
天本 英夫（西山潤）
由貴の弟。発作を伴う重度の持病がある。病弱であるのにもかかわらず、好奇心が旺盛なのか、すぐに姉の目から離れる。なぜか一切言葉を発しないが…
謎の赤い服の少女（高橋真唯）
全身に赤い服を身にまとっている謎の少女。

## スタッフ
- 監督：堤幸彦
- 脚本：高山直也
- 音楽：蓜島邦明
- エンディングテーマ：「SIREN」石野卓球
- 製作プロダクション・配給：東宝
- 製作協力：オフィスクレッシェンド
- 製作：東宝、テレビ朝日、小学館、博報堂DYメディアパートナーズ、TOKYO FM、日本出版販売、ローソンチケット、朝日放送、メ〜テレ
- 上映時間：87分

## 小説版
著者 - 進藤良彦、原案 - 高山直也、出版 - 小学館

映画とは異なるアナザーエンディングを描いたとされるノベライズ。